# Handball-Oberliga Baden-Württemberg der Männer 2016/17
Die Handball-Oberliga Baden-Württemberg 2016/17 wurde unter dem Dach der Handballverbände Baden, Südbaden sowie  Württemberg organisiert. Sie ist die höchste Spielklasse des Verbundes und wird unterhalb der 3. Liga als vierthöchste Spielklasse im deutschen Ligensystem eingestuft.

## Saisonverlauf
Die Handball-Oberliga Baden-Württemberg 2016/17 war die siebzehnte Ausspielung dieser Handballliga.

### Modus
Sechzehn Mannschaften spielten eine Vor- und Rückrunde. Nach Abschluss der daraus resultierenden Spieltage sind Meister und Vizemeister in die 3. Liga aufgestiegen und die letzten vier Mannschaften in die Verbandsligen abgestiegen.

## Teilnehmer
Nicht mehr dabei waren die Auf- und Absteiger der Vorsaison. Neu hinzukamen die Absteiger (A) der 3. Liga und die Aufsteiger (N) aus den Verbandsligen.

Handballverband Baden

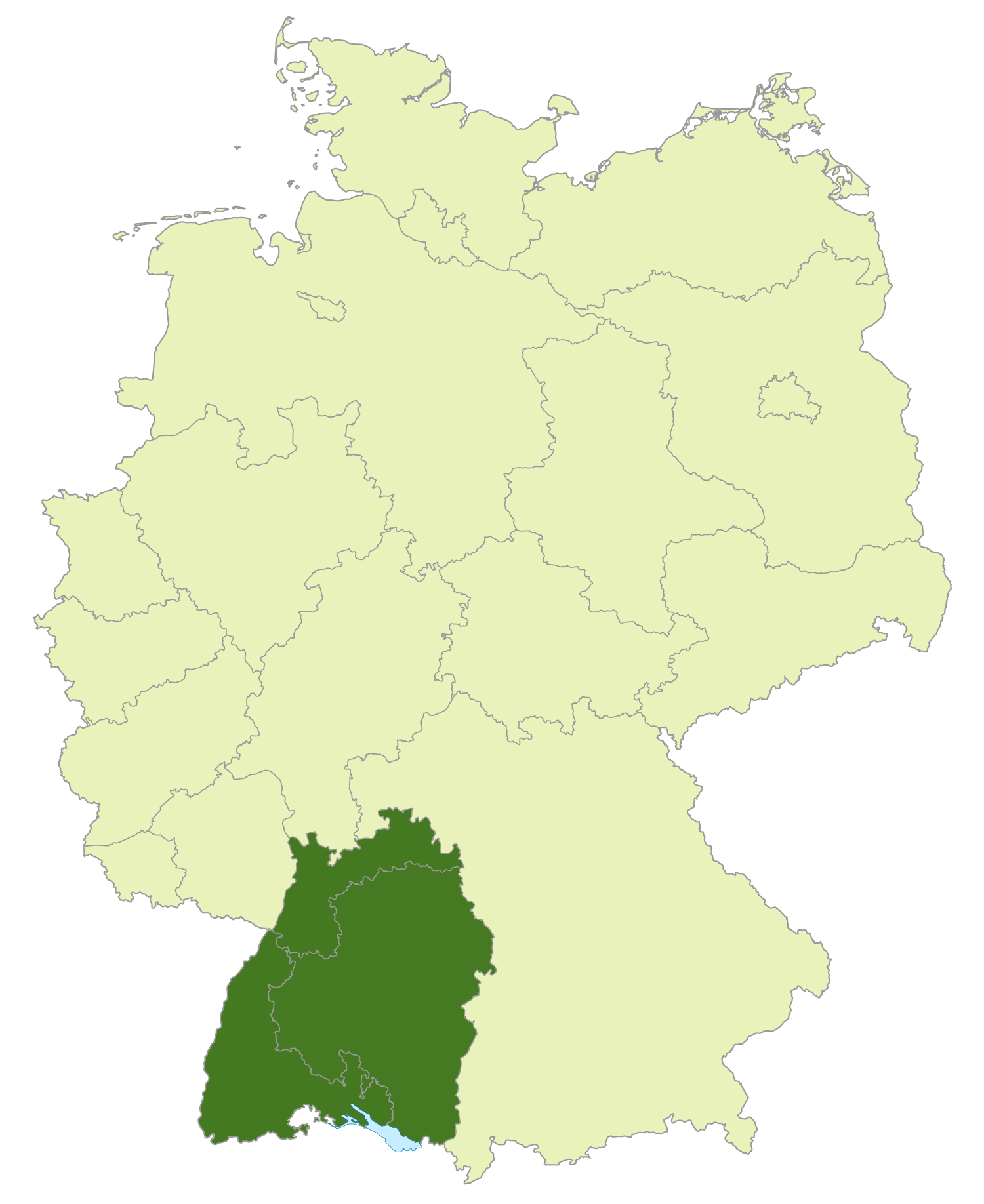
Bereich Handball-Oberliga
Baden-Württemberg

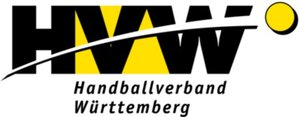
Handballverband Württemberg

### Abschlussplatzierungen
|  1. SV Kornwestheim (A)  2. TSV Neuhausen/Filder - 3. SG H2Ku Herrenberg (A) - 4. TSB Schwäbisch Gmünd - 5. TSV 1866 Weinsberg (N) - 6. TV Sandweier 1907 - 7. TSG Söflingen - 8. TV 1887 Plochingen - 9. SG Lauterstein - 10 TSV 1899 Blaustein (N) - 11 TSV Deizisau - 12 TV 08 Willstätt  13 SG Heidelsheim/Helmsheim  14. HSG Konstanz II  15. HV Grün-Weiß Hofweier (N)  16. SG Heddesheim (N) |

(A) = Absteiger aus der 3. Liga (N) = neu in der Liga
  Meister und Aufsteiger zur 3. Liga 2017/18
  Vizemeister und Aufsteiger zur 3. Liga 2017/18
- Für die Oberliga 2017/18 qualifiziert